# Ken Block
Kenneth Paul Block (ur. 21 listopada 1967 w Long Beach, zm. 2 stycznia 2023 w Woodland w stanie Utah) – amerykański kierowca rajdowy i rallycrossowy. W 2010 roku jako pierwszy Amerykanin w historii wziął udział w Rajdowych Mistrzostwach Świata. W 1989 roku wraz z Damonem Wayem założył firmę odzieżową DC Shoes. Zmarł 2 stycznia 2023 roku w wyniku obrażeń odniesionych w wypadku podczas jazdy skuterem śnieżnym w pobliżu Woodland w rejonie Mill Hollow.

## Motosport
Ken Block zadebiutował w Rally America w 2005 roku, jako kierowca zespołu SportsCar Vermount wystawiającego Subaru WRX STi. Otwierający sezon rajd Sno*Drift ukończył na siódmym miejscu w klasyfikacji generalnej i piątym w klasie N. Trzykrotnie wywalczył trzecie miejsce. Mistrzostwa zakończył na czwartym miejscu w klasyfikacji generalnej i trzecim w grupie A. Zdobył także nagrodę Rally America Rookie of the Year. Wystartował również w Gumball 3000 Rally.
W roku 2006 wraz z kolegą Travisem Pastraną podpisali umowę z koncernem Subaru. Na jej mocy utworzony został „Subaru Rally Team USA”. Podczas rajdu Rally in the 100 Acre Wood Block zdobył swoje pierwsze zwycięstwo w Rally America. W ciągu sezonu wygrał jeszcze jeden rajd, a mistrzostwa ukończył na drugiej pozycji. Wystartował także w X Games, gdzie wywalczył brązowy medal. Wziął również udział w One Lap of America wraz z Brianem Scotto. Załoga ukończyła zawody na 44 pozycji.
W sezonie 2007 Block zadebiutował w WRC. Wziął on udział w Rajdzie Meksyku oraz Rajdzie Nowej Zelandii. Ukończył je odpowiednio na 28 oraz 56 pozycji. W Rally America odniósł dwa zwycięstwa kończąc sezon na trzecim miejscu. Wziął także udział w „X Games XIII”, gdzie zdobył srebrny medal.
W następnym sezonie roku Block otrzymał nowe Subaru WRX STi. Zapoznawanie się z pojazdem rozpoczął od startu w Rallye Baie-des Chaleurs, rundzie Rajdowych Mistrzostw Kanady. Amerykanin wygrał imprezę, ale ze względu na brak Kanadyjskiej licencji nie dostał za ten triumf żadnych punktów. W Rally America wygrał trzy rajdy i zakończył sezon na drugiej pozycji w klasyfikacji generalnej. Podczas „X Games XIV” zajął trzecie miejsce wspólnie z Dave’em Mirrą. Block wystartował także w Rajdzie Nowej Zelandii, gdzie zajął 30 miejsce.
Kolejny rok w Rally America przyniósł Blockowi dwa zwycięstwa. Amerykanin jednak pięciokrotnie nie dojechał do mety, co poskutkowało dopiero czwartą pozycją w klasyfikacji generalnej.

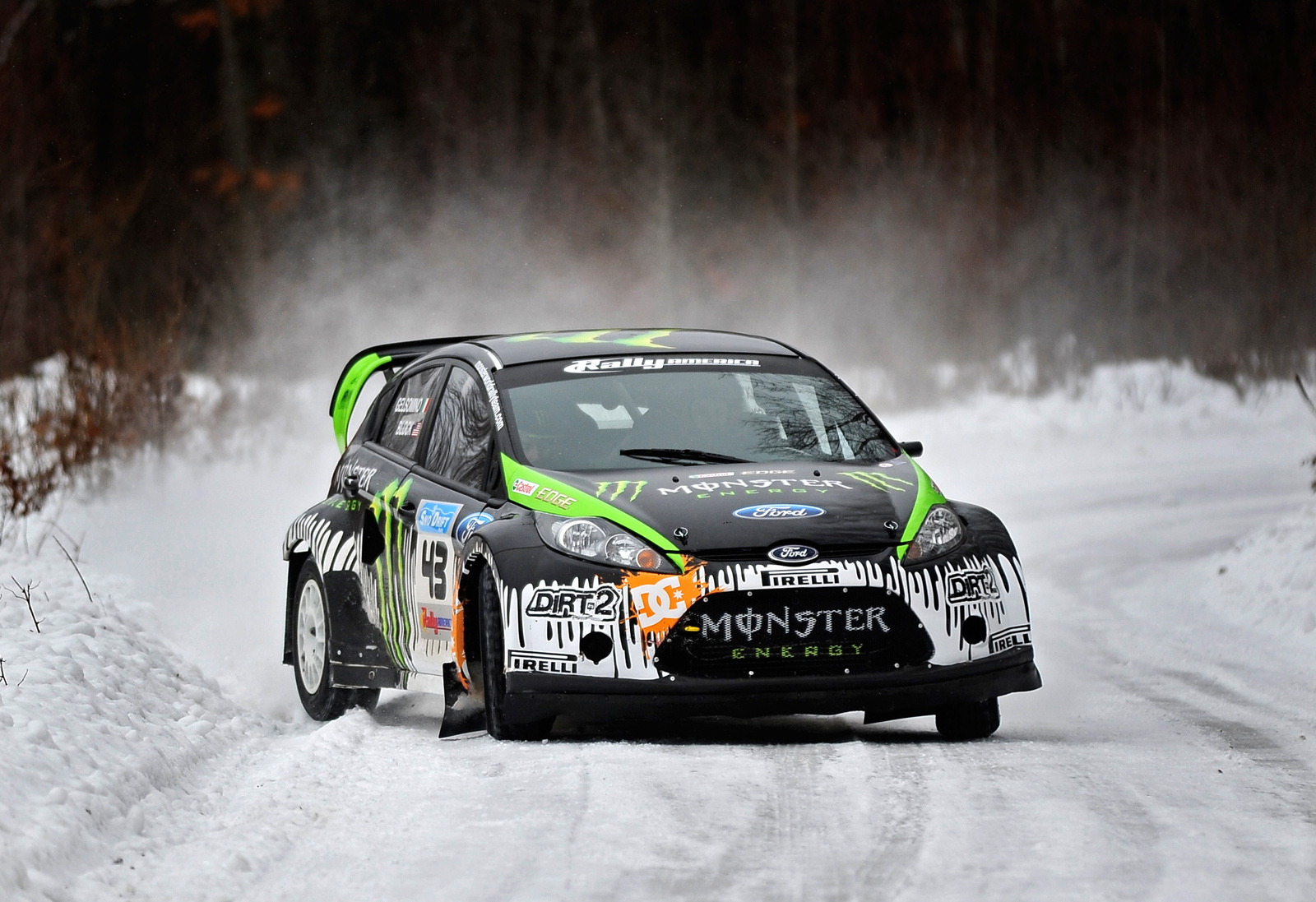
Ken Block testuje Forda Fiestę przygotowaną do startów w Rally America (2010)

W roku 2010 Block wystartował w siedmiu rundach Rajdowych Mistrzostw Świata w zespole Monster World Rally Team. Ford Racing Focus RS WRC 08, którym startował, został przygotowany przez M-Sport. W Rajdzie Katalonii Block zdobył swoje pierwsze punkty dojeżdżając do mety na dziewiątym miejscu. W Rally America zmienił samochód z Subaru na Forda Fiestę. Wygrał on Rally in the 100 Acre Wood, lecz był to jego jedyny ukończony rajd w tym sezonie. W klasyfikacji generalnej zajął 12 miejsce.

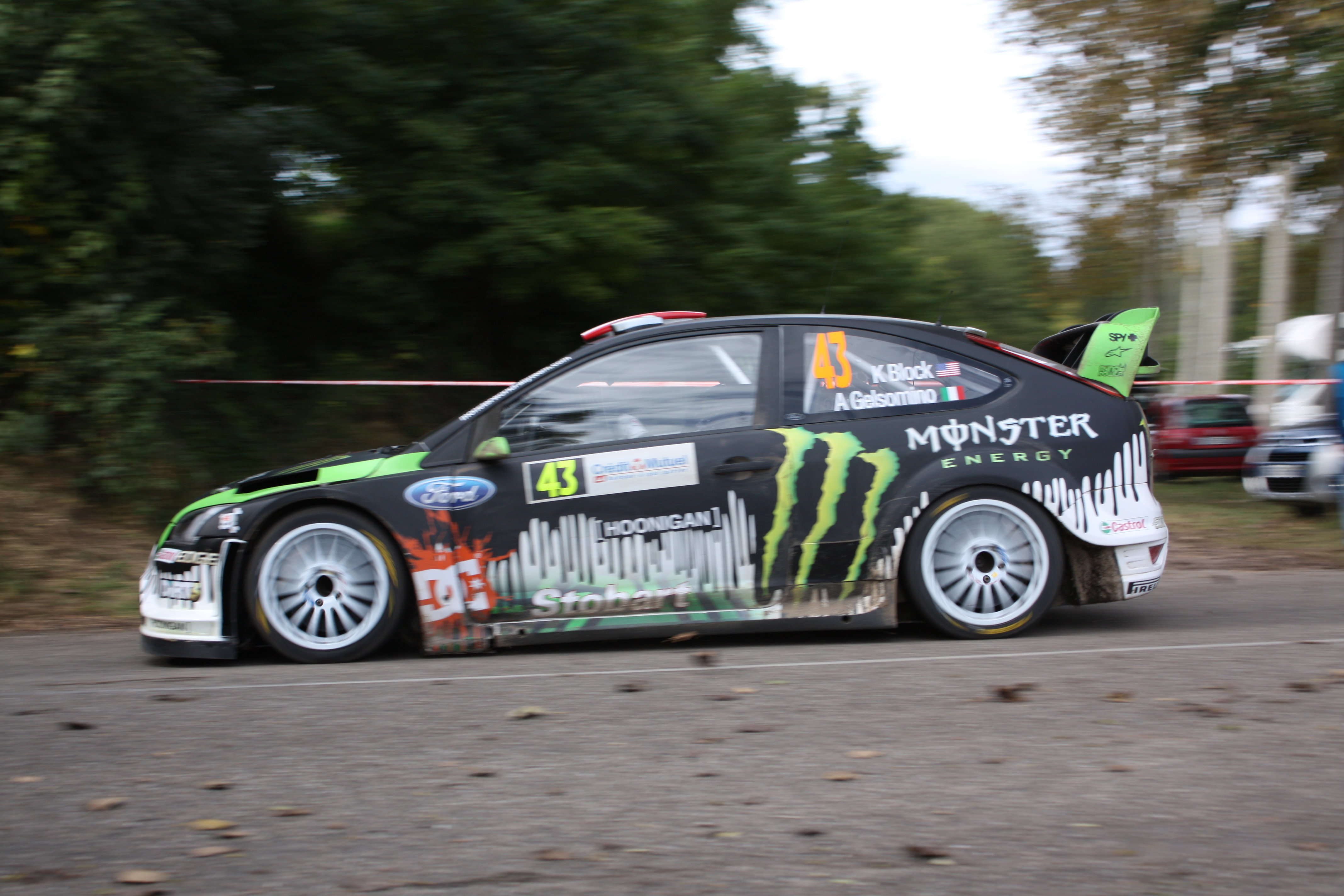
Samochód Kena Blocka podczas Rajdu Francja Alzacja (2010)

W kolejnym roku Block kontynuował starty w WRC. Wystartował on w ośmiu rundach, dwukrotnie zdobywając punkty (8 miejsce w Rajdzie Francji i 9 w Rajdzie Wielkiej Brytanii. Amerykanin musiał zrezygnować ze startu w Rajdzie Portugalii, gdzie dachował podczas zapoznania z trasą i wraz ze swoim pilotem, Alexem Gelsomino został odwieziony do szpitala.
W roku 2012 wystartował w trzech rajdach WRC, zdobywając punkty za dziewiąte miejsce w Nowej Zelandii i Meksyku. Rajdu Finlandii natomiast nie ukończył. Wziął także udział w dwóch eliminacjach Rally America obydwie wygrywając, co dało mu czwarte miejsce w klasyfikacji generalnej. Zadebiutował również w Global RallyCross Championship. Pierwszą eliminację zakończył na piętnastej pozycji z powodu wypadku w półfinale. Były to jednak jedyne zawody, w których nie awansował do finału. Eliminację w Teksasie ukończył na 7 miejscu. Podczas X Games był drugi, przegrywając jedynie z gościnnie startującym Sébastienem Loebem. Podczas zawodów na New Hamsire Motor Speedway był piąty, a dwie ostatnie rundy sezonu w Las Vages ukończył na 7 oraz 10 miejscu. W klasyfikacji generalnej zajął 5 pozycję.
Rok później wystartował w Rajdzie Meksyku, gdzie zajął siódme miejsce, co było jego najlepszym wynikiem w historii startów w WRC. Rally America rozpoczął od szóstej pozycji w Sno*Drift. W Rally in the 100 Acre Wood nie dojechał do mety. Następne zawody ukończył na drugiej pozycji, po czym odniósł serię trzech zwycięstw. W ostatnim rajdzie mistrzostw Block nie dojechał do mety. Sezon zakończył na drugiej pozycji w klasyfikacji generalnej. Starty w GRC rozpoczął od 10 pozycji w Brazylii. Rozgrywane w ramach X Games zawody w Monachium ukończył na drugim miejscu zdobywając srebrny medal. Drugiego dnia zawodów był 10 (z powodu odwołanej rundy w Barcelonie, w Niemczech rozegrano podwójną rundę. Zawody w New Hampisre ukończył na 5 miejscu. Na Bristol Motor Speedway zajął drugą pozycję. Na X Games w Los Angeles był 6, w Atlancia 8, a w Charlotte 7. Kończące sezon zawody w Las Vegas zakończył swoim pierwszym zwycięstwem w GRC. W klasyfikacji generalnej zajął trzecią lokatę. Podczas X Games wziął także udział w zawodach Gymkhana Grid, jednak odpadł w ćwierćfinale w pojedynku z Liamem Doranem.

## Media
W 2006 roku Block wykonał skok dla programu przygotowanego przez Discovery Channel. Za kierownicą Subaru WRX STi przeleciał 52 metry znajdując się w najwyższym punkcie 7,6 metra nad powierzchnią ziemi.
Block trzykrotnie wystąpił w brytyjskim programie motoryzacyjnym Top Gear. W 3 odcinku trzynastej serii jeździł po lotnisku Inyokern Airport w Kalifornii wspólnie z Jamesem Mayem. W programie uczestniczył także Ricky Carmichael. Podczas kręcenia 1 odcinka 15 serii wsiadł do Relianta Robina, którym dachował na torze testowym Top Geara.
W 23 serii wystąpił wraz ze swoim fordem mustangiem Hoonicorn V1, w trakcie przejazdu po Londynie.
Amerykanin opublikował serię filmików Gymkhana na YouTube, które dały mu rozpoznawalność na całym świecie. Piąta część do 13 stycznia 2024 roku została wyświetlona ponad 117 mln razy.
Subaru Impreza Kena Blocka pojawiła się w grze Colin McRae: Dirt 2. W Dirt 3 dostępny jest natomiast Ford Fiesta, którym Block startował w WRC, a Ken Block przewodnikiem w Gymkhanie. W „Need For Speed (2015)” pojawił się jego Ford Mustang Hoonicorn V1. W Grand Theft Auto Online występują modele inspirowane samochodami Ford Fiesta ST, Ford F-150, Ford Mustang, Ford RS 2000.
Na jego samochodach można zobaczyć logo gry Forza Horizon, Pojawiły się one w części 3, 4 i 5.